# Maria Tebús
Maria dos Santos Lima da Costa Tebús Torres, née le 2 septembre 1958 à Santa Filomena, est une femme politique santoméenne. Elle est par deux fois ministre de la Planification et des Finances, de 2002 à 2003 et de 2006 à 2007.

## Biographie
Née le 2 septembre 1958 à Santa Filomena sur l'île de Saint-Thomas, Maria Tebús suit des études en économie de 1979 à 1984, à l'Université nationale d'économie d'Odessa (à une époque où le régime marxiste, à parti unique, en place à Sao Tomé-et-Principe, a un lien privilégié avec l'URSS). Elle alterne ensuite une activité dans des postes de responsabilités au sein de la fonction publique de son pays et des formations complémentaires. Durant les années 1985 et 1986, elle dirige ainsi le département du budget au ministère des Finances. En 1987, elle a la possibilité de compléter sa formation dans le domaine des finances publiques aux États-Unis. 
Au début des années 1990, elle dirige le département de la planification et de contrôle financier. Entretemps, le régime politique à Sao Tomé-et-Principe bascule vers un fonctionnement multipartisme, et une alternance des partis au pouvoir. Elle s'engage dans la politique, en étant membre du parti Parti de convergence démocratique - Groupe de réflexion. En 1996, elle reprend un cycle de formation et se perfectionne sur la programmation financière et la gestion budgétaire à Oeiras au Portugal, puis en France. Entre 1999 et 2002, Tebús est à nouveau en fonction dans son pays, comme conseillère au sein du ministère des Finances et de la Planification,.
Elle devient ministre de la Planification et des Finances de 2002 à 2003, dans les gouvernements de Gabriel Costa et de Maria das Neves. Elle a en particulier à négocier, dans cette fonction, l'allégement de la dette publique du pays avec le Fonds monétaire international,. Lors du coup d'État militaire de 2003 de Fernando Pereira, elle est emprisonnée quelque temps dans une caserne, avec d'autres ministres. Quelques années plus tard, elle revient dans l'équipe gouvernementale comme vice-première ministre du pays et ministre de la Planification et des Finances dans le gouvernement de Tomé Vera Cruz, d’avril 2006 à février 2008,. Le pays est alors devenu producteur de pétrole avec une zone dont il a l'exclusivité et une autre située entre le Nigeria et l’archipel, et dans ce deuxième cas, un développement commun institué en 2001 et dirigé par une autorité conjointe aux deux pays. L'affectation de ces ressources est un nouvel enjeu.